# Czyżiwka (obwód żytomierski)
Czyżiwka (ukr. Чижівка) – wieś na Ukrainie, w obwodzie żytomierskim, w rejonie nowogrodzkim, nad Słuczą. W 2001 roku liczyła 1565 mieszkańców.
Pod koniec XIX w. wieś w gminie Romanówka, w powiecie nowogradwołyński.